# Erwin van den Eshof
 (octobre 2018).
Si vous disposez d'ouvrages ou d'articles de référence ou si vous connaissez des sites web de qualité traitant du thème abordé ici, merci de compléter l'article en donnant les références utiles à sa vérifiabilité et en les liant à la section « Notes et références ».
Erwin van den Eshof, né en 1976 aux Pays-Bas, est un réalisateur, producteur et scénariste néerlandais.

## Filmographie
- 2006 : Doodeind[2]
- 2010 : Truffe et le Château hanté[3]
- 2012 : Zombibi : co-réalisé avec Martijn Smits[4]
- 2015 : Popoz : co-réalisé avec Martijn Smits[5]
- 2017 : Misfit[6]
- 2018 : Elvy's Wereld So Ibiza![7]